# 米夏埃尔·海顿
约翰·米夏埃尔·海顿（德語：Johann Michael Haydn；1737年9月14日—1806年8月10日），奥地利作曲家，约瑟夫·海顿之弟。幼年即到维也纳的圣斯蒂芬大教堂唱诗班任歌手，后来先后到奥拉迪亚和萨尔茨堡任职。他在萨尔茨堡结识了莫扎特，兩人成为好友。1806年病逝于萨尔茨堡。米夏埃尔·海顿的作品不如其兄长的数量众多，主要写作宗教音乐。他的一部分作品被认为对莫扎特有一定影响。

## 外部連結
- 公有領域聲樂檔案館上米夏埃尔·海顿的作品
- 米夏埃尔·海顿的免费乐谱，由国际乐谱典藏计划提供
- 約翰·邁克爾·海頓學會的網站 （页面存档备份，存于）